# Polen op het Eurovisiesongfestival 2005
Polen nam deel aan het Eurovisiesongfestival 2005 in Kiev, Oekraïne. Het was de 10de deelname van het land op het Eurovisiesongfestival. De selectie verliep via een interne selectie. TVP was verantwoordelijk voor de Poolse bijdrage voor de editie van 2005.

## Selectieprocedure
Om de kandidaat te kiezen voor Polen op het festival koos men ervoor om deze via een interne selectie aan te duiden.
Uiteindelijk koos men voor het duo Ivan & Delfin met het lied "Czarna dziewczyna".

## In Kiev
Op het festival zelf in Oekraïne moest Polen aantreden als 25ste en laatste, net na Denemarken.
Op het einde van de avond bleek dat Polen op een 11de plaats was geëindigd met een totaal van 81 punten, wat net niet genoeg was om de finale te behalen.
België en Nederland hadden beiden 5 punten over voor deze inzending.

### Gekregen punten

#### Halve Finale
| 12 punten                                               | 10 punten     | 8 punten               | 7 punten           | 6 punten                       |
| ------------------------------------------------------- | ------------- | ---------------------- | ------------------ | ------------------------------ |
|                                                         | - Griekenland | - Duitsland - Oekraïne | - Spanje           | - Wit-Rusland                  |
| 5 punten                                                | 4 punten      | 3 punten               | 2 punten           | 1 punt                         |
| - België - Nederland - Noorwegen - Oostenrijk - Rusland | - Hongarije   | - Frankrijk - IJsland  | - Kroatië - Zweden | - Letland - Litouwen - Turkije |

### Punten gegeven door Polen

#### Halve Finale
Punten gegeven in de halve finale:
| 12 punten | Hongarije   |
| 10 punten | Denemarken  |
| 8 punten  | Roemenië    |
| 7 punten  | Noorwegen   |
| 6 punten  | Moldavië    |
| 5 punten  | Zwitserland |
| 4 punten  | Israël      |
| 3 punten  | Kroatië     |
| 2 punten  | Ierland     |
| 1 punt    | Wit-Rusland |

#### Finale
Punten gegeven in de finale:
| 12 punten | Oekraïne    |
| 10 punten | Hongarije   |
| 8 punten  | Noorwegen   |
| 7 punten  | Roemenië    |
| 6 punten  | Zwitserland |
| 5 punten  | Denemarken  |
| 4 punten  | Letland     |
| 3 punten  | Moldavië    |
| 2 punten  | Kroatië     |
| 1 punt    | Griekenland |

1994 · 1995 · 1996 · 1997 · 1998 · 1999 · 2000 · 2001 · 2002 · 2003 · 2004 · 2005 · 2006 · 2007 · 2008 · 2009 · 2010 · 2011 · 2012-2013 · 2014 · 2015 · 2016 · 2017 · 2018 · 2019 · 2020 · 2021 · 2022 · 2023 · 2024 · 2025